# Abdullah (cantor)
Agnaldo Batista de Figueiredo, mais conhecido por Abdullah, ou também Abdula (Niterói, Rio de Janeiro, 31 de agosto de 1962), é um cantor e compositor de funk melody. Abdullah é melhor lembrado pela sua canção "Joguei com seu Coração", que foi incluída na trilha sonora nacional da primeira temporada do seriado Malhação em 1995. É um dos autores do single de Claudinho & Buchecha, "Fico Assim Sem Você".
Gravou o primeiro funk em português, chamado "Melô da Mulher Feia", versão da canção "Do Wah Diddy", do grupo americano 2 Live Crew. Integrou a banda de soul Ebony Vox e gravou vocais para Gabriel, o Pensador.

## Discografia

### Álbuns de estúdio
| Ano  | Detalhes do álbum                                       |
| ---- | ------------------------------------------------------- |
| 1991 | Sonho Secreto - Lançado: 1991 - Gravadora: Polydor      |
| 1995 | Depende de Nós - Lançado: 1995 - Gravadora: Continental |